# Сэнди (остров, Питкэрн)
Сэ́нди (англ. Sandy — «песчаный») — необитаемый остров в архипелаге островов Питкэрн (Тихий океан) — самой малонаселённой территории Земли (56 человек). Фактически представляет собой песчаную косу, ранее примыкавшую с севера к коралловому атоллу Оэно, и с 1978 года отделившуюся от него нешироким проливом. На острове обитают 49 разновидностей птиц, включая 5 эндемиков. Используется людьми исключительно в туристическом качестве.
Бо́льшую часть территории острова занимает песчаный пляж, однако в центральной его части расположен небольшой лесок. Расстояние до острова Оэно — 0,23 км. До города Адамстаун — 141,20 км.

Острова Оэно и Сэнди, вид из космоса